# 토양 오염

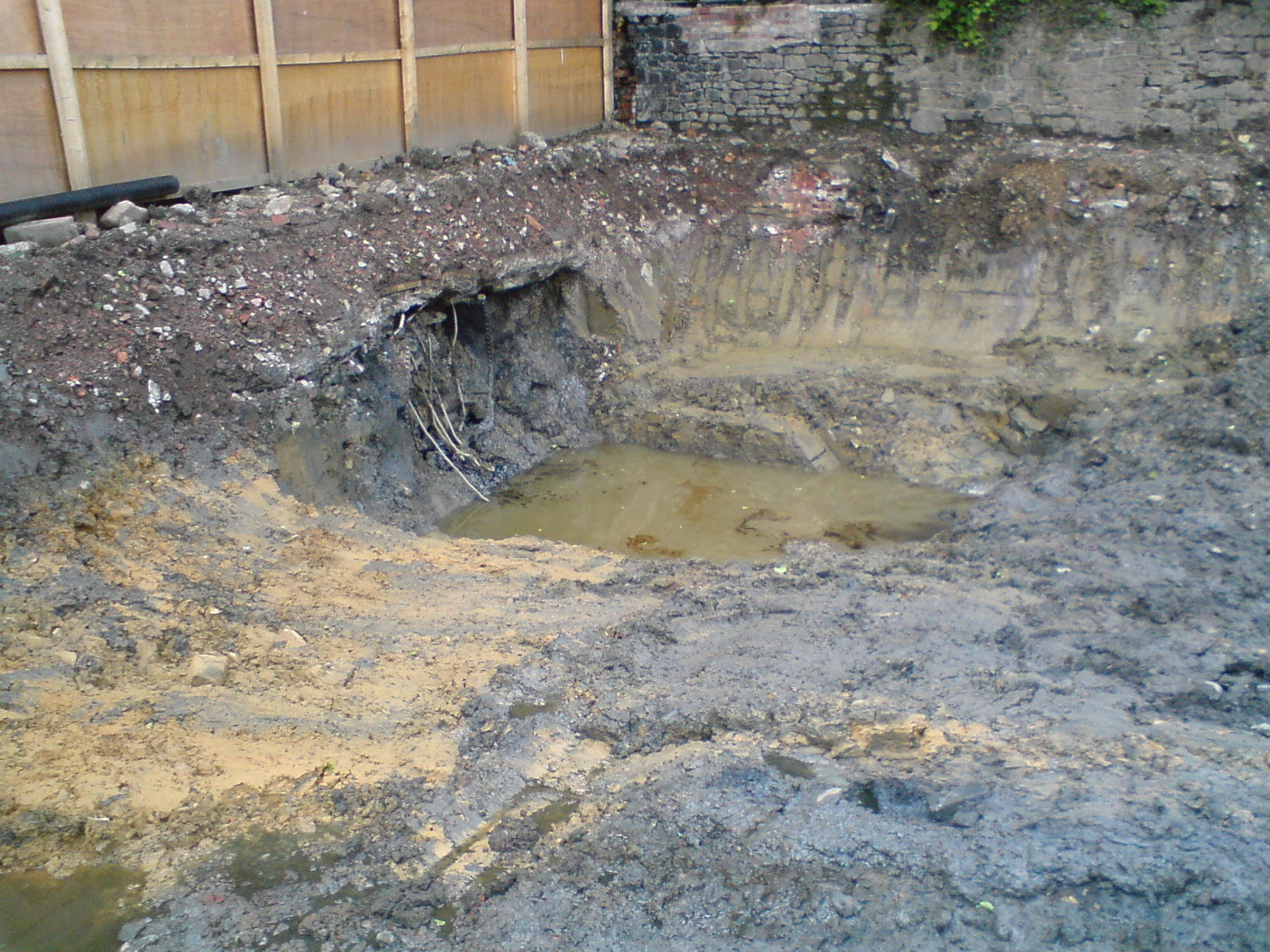
토양 오염

토양 오염(土壤汚染)은 중금속 유해 폐기물이나 일반 폐기물이 토양 표면이나 지하에 버려지거나 대기 중의 오염 물질이 지상에 떨어져 생긴다. 그 중에서도 전세계 적으로 문제가 되고 있는 것은 산성비에 의한 토양의 산성화이다. 산성비는 식물에 직접적으로 피해를 주는데, 간접적으로도 피해를 초래한다. 토양에 내린 산성비는 토양 속의 칼슘·마그네슘·나트륨 등의 금속 이온과 결합하여 중화된다. 이들 금속 이온이 소비되어도 하층의 암반에서 보급된다. 그러나 그 보급이 막히면 수목은 영양 부족으로 약해지며, 병충해가 생길 우려가 많아진다. 이와 같은 경우 산성비가 원인이라는 것은 결코 간과할 수 없다. 송충이로 인한 피해도 그 배경에는 산성비 등의 대기 오염 때문이라고 할 수 있다. 토양 속에 축적되기 시작한 산(酸)은 금속과 반응을 일으키기 시작하여 알루미늄 이온 등이 녹아 나온다. 그렇게 흘러나온 알루미늄 이온은 모근(毛根)의 끝부분을 상하게 하여 식물을 도와주는 미생물까지 죽여 버리기 때문에 수목은 급속도로 쇠약해진다. 유럽의 삼림은 이 단계에 이른 것이 많다.
산성비 외에도 각종 화학비료의 과다한 사용과 농약의 사용, 각종 가축들의 배설물에 의한 오염 등이 있다.

## 토양 오염보기
- 서식지 파괴
- 쓰레기 매립지
- 수질 오염